# 宋庆生
宋庆生（1910年—1977年），中国人民解放军将领、中国人民解放军开国少将。
曾任装甲兵后勤部部长。1955年，授予中国人民解放军少将。